# Kenan Olcay
Kenan Olcay (ur. 30 listopada 1913) – turecki zapaśnik. Srebrny medalista olimpijski z Londynu.
Walczył w stylu klasycznym, w wadze muszej (do 52 kilogramów). Zawody w 1948 były jego jedynymi igrzyskami olimpijskimi, w których wystąpił.